# Jayena
Jayena – gmina w Hiszpanii, w prowincji Grenada, w Andaluzji, o powierzchni 79,51 km². W 2011 roku gmina liczyła 1151 mieszkańców.
Należy zauważyć, że około połowa obszaru miejskiego jest zintegrowana z Parkiem Naturalnym Sierras de Tejeda, Almijara i Alhama.